# 白岡順
白岡 順（しらおか じゅん、1944年 - 2016年3月17日）は、写真家。愛媛県新居浜市出身。
1967年信州大学文理学部自然科学科物理学専攻卒業。1979年から2000年までパリを拠点に活動を行い、アルザス成城学園で数学の教員を務めていたこともある。
東京都新宿区にレンタル暗室カロタイプを開いていた。
2016年3月17日、肝細胞がんのため死去。71歳没。

## 略歴[2]
- 1944年 愛媛県新居浜市生まれ
- 1967年 信州大学文理学部自然科学科物理学専攻卒業
- 1972年 東京綜合写真専門学校研究科卒業
- 1967〜1972年 関東学院大学工学部（実験助手）勤務
- 1972〜1973年 ヨーロッパ旅行
- 1973〜1979年 ニューヨークに滞在。New School、I.C.Pなどでリゼット・モデル、ネーサン・ライオンズ、フィリップ・ハルスマン、ジョージ・タイスなどに学ぶ
- 1979〜2000年 パリに滞在
- 2000年 帰国
- 2001～2009年 東京造形大学デザイン学科教授
- 2008～ カロタイプ（レンタル暗室・フォトワークショップ・ギャラリー）運営
- 2016年 肝細胞がんのため死去